# Eiserne Brücke (Berlin)
Die Eiserne Brücke im Berliner Ortsteil Mitte überquert den Kupfergraben, einen Teil des Spreekanals zwischen dem Alten Museum und dem Neuen Museum. Sie zählt zu den ältesten erhaltenen Brücken Berlins. Das einbogige Bauwerk verbindet die Bodestraße (frühere Museumsstraße) mit der Straße Hinter dem Gießhaus.

## Geschichte

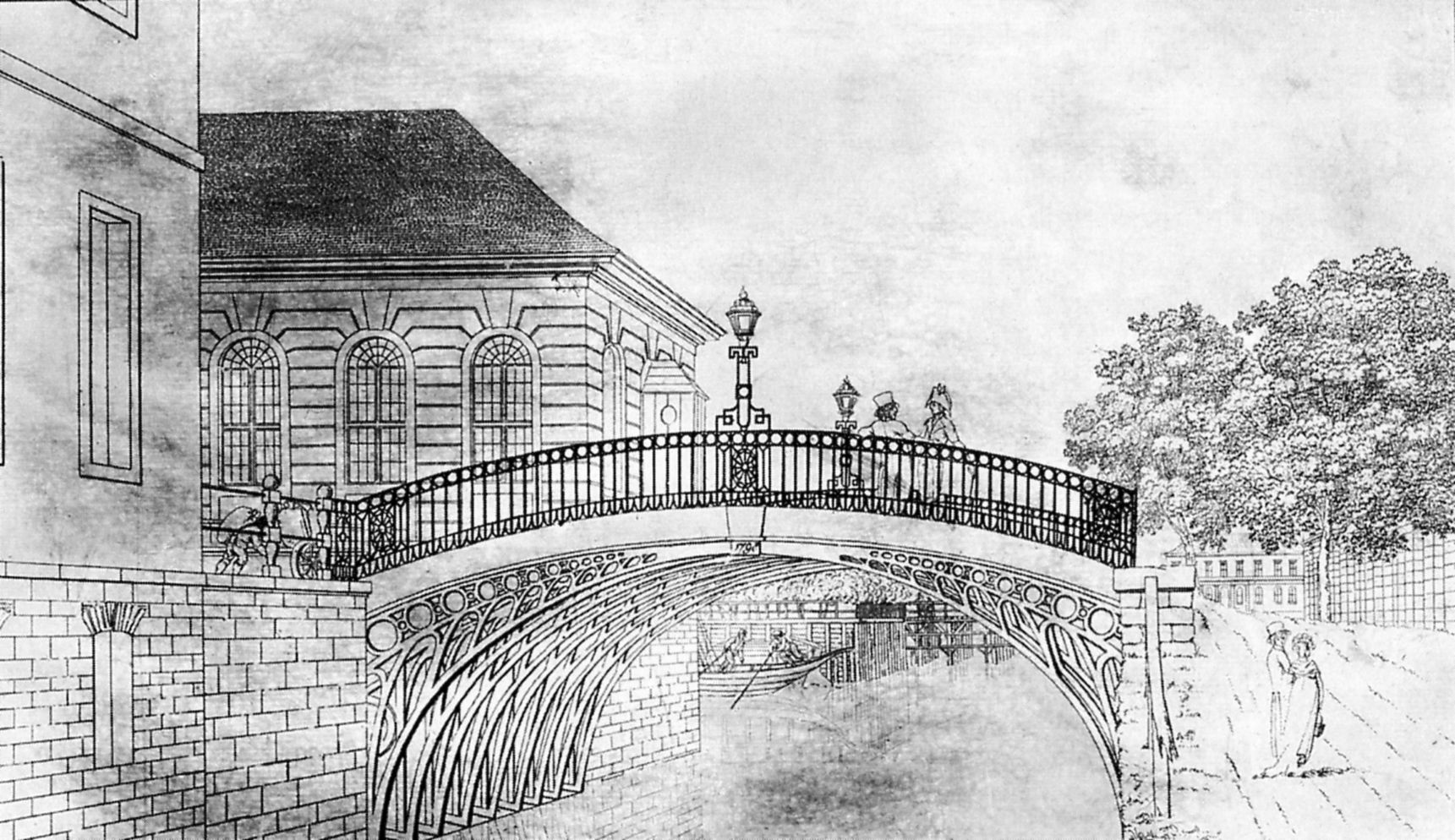
(Zweite) Eiserne Brücke mit dem dahinterliegenden Mehlhaus, um 1800

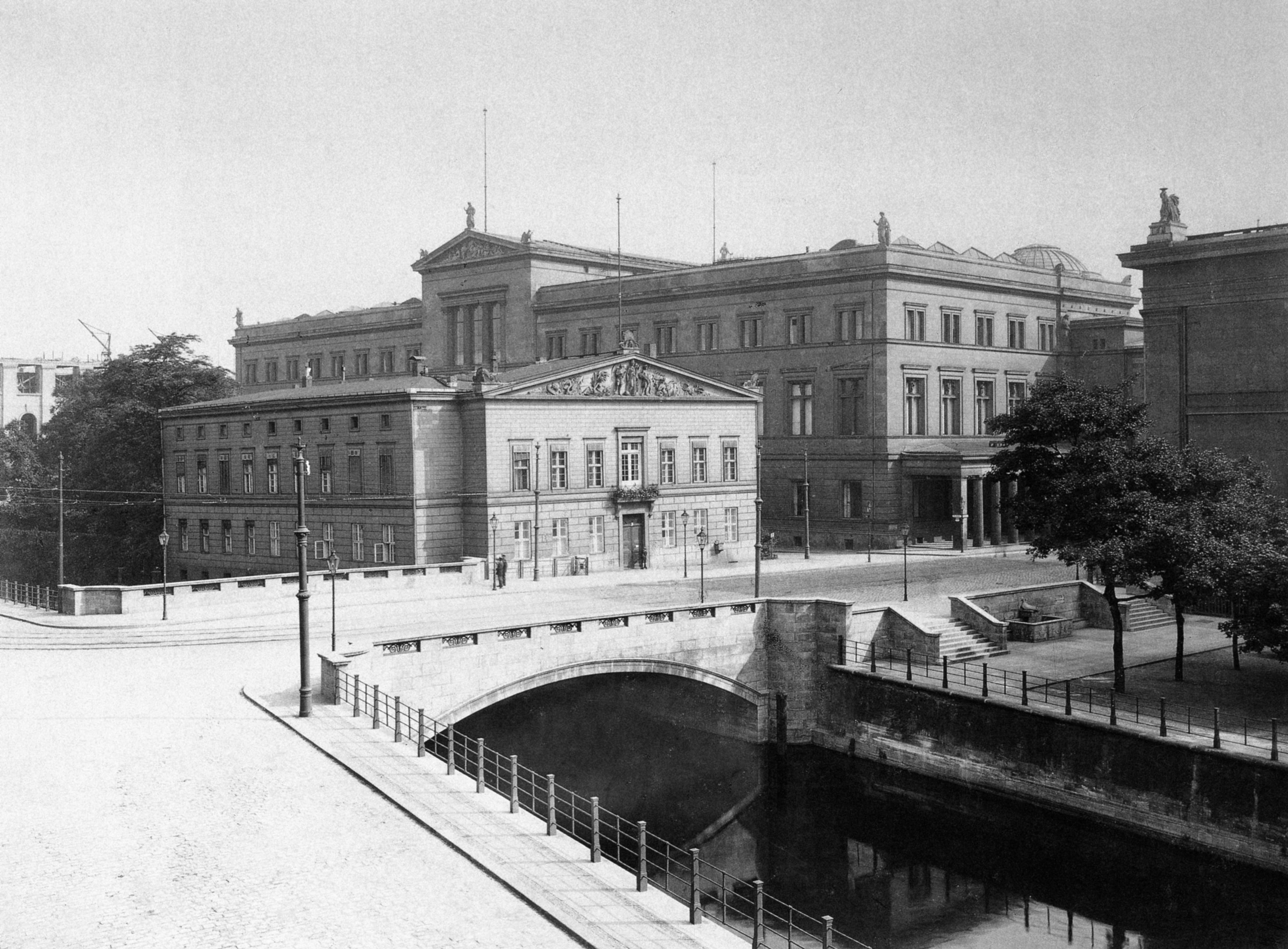
Dritte Brücke nach der Fertigstellung 1916, Foto von Hermann Rückwardt

Die heutige Eiserne Brücke ist das vierte Bauwerk an dieser Stelle. Ihr Name leitet sich von der zweiten Brücke ab, die eine der ersten Bogenkonstruktionen aus Gusseisen in Berlin war. Sie ersetzte 1796 die im 17. Jahrhundert als Holzbrücke errichtete Wallbrücke, später Kupfergrabenbrücke genannt. Im Jahr 1825 musste die Eisenbrücke wegen ihrer Sprödanfälligkeit nach knapp 30 Jahren durch eine dreifeldrige Brücke aus Sandstein ersetzt werden. Der alte Name wurde jedoch beibehalten. Aufgrund der gestiegenen Verkehrsanforderungen, insbesondere für die Aufnahme der Gleise der am Ende des 19. Jahrhunderts in Berlin etablierten Pferdestraßenbahn, wurde die Sandsteinbrücke verstärkt. Die Fahrbahnbreite betrug nun 7,20 m, die Durchfahrtshöhe für die Spreeschiffe lag bei 3,60 m.
Mit dem Bau des Lindentunnels musste die Eiserne Brücke ebenfalls neu errichtet werden. Die Straßenbahnen konnten infolge des Tunnelbaus nicht wie bisher nach links über die Straße Hinter dem Gießhaus zur Lindenkreuzung fahren, sondern bogen rechts in die Dorotheenstraße ein, wo die Tunnelrampe anschloss. Da die bisherige Brücke zu schmal für die erforderlichen Kurvenradien ausgelegt war, erfolgte bis Ende 1916 ihr Neubau. Der Verkehr wurde während der Bauarbeiten über eine Hilfsbrücke geführt. Der Entwurf der neuen Brücke geht auf den Architekten Walter Koeppen zurück. Es handelt sich um eine verblendete stählerne Fachwerkbogenkonstruktion, die auf Holzpfählen gegründet wurde. Sie passte ideal zu den Museumsbauten auf der Insel und erfüllte die aktuellen Verkehrsanforderungen. Das im Zweiten Weltkrieg stark beschädigte Bauwerk wurde 1950 behelfsmäßig ausgebessert und diente als Teil einer Trümmerbahntrasse.

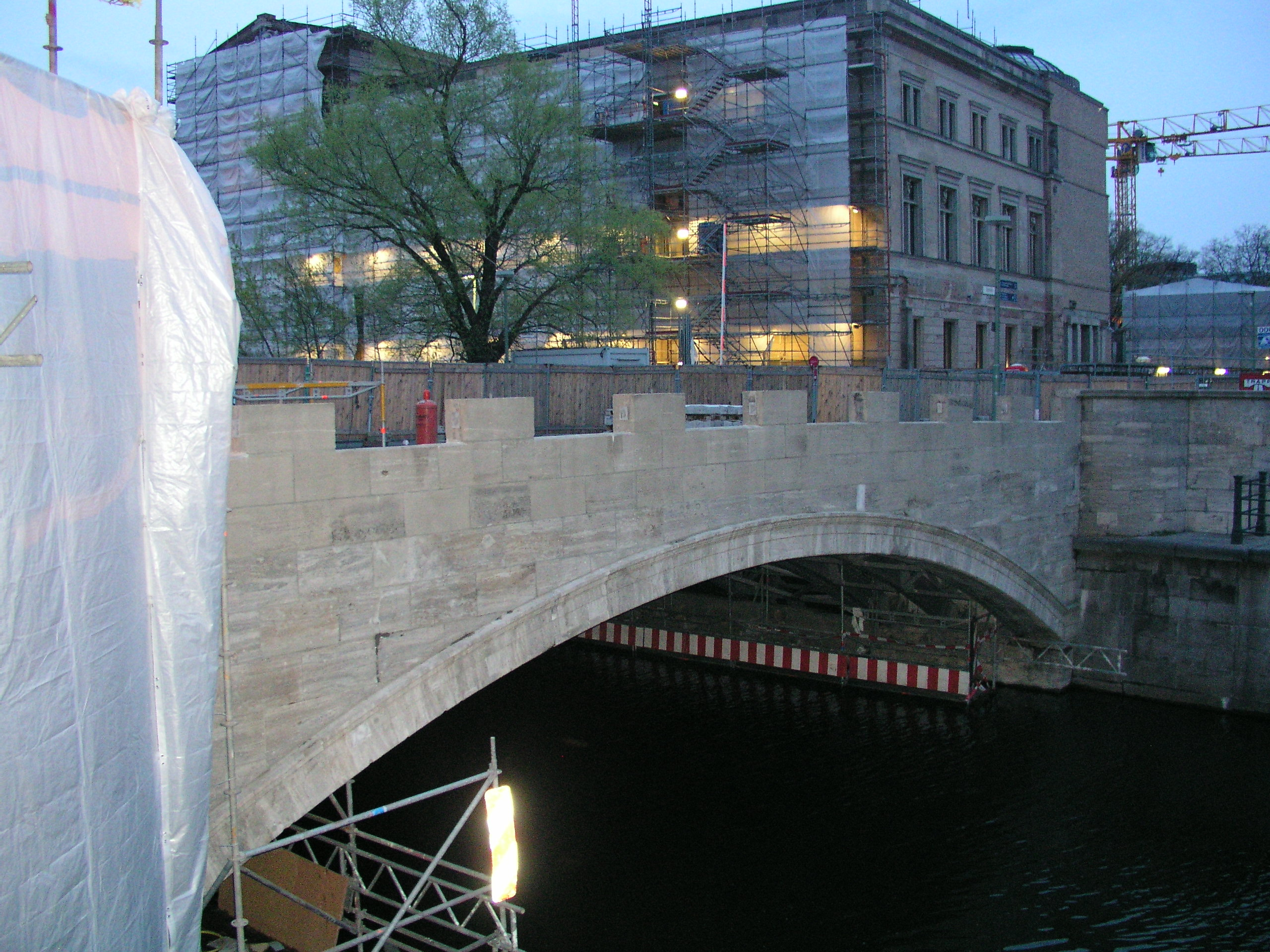
Vierte Eiserne (Sandstein-)Brücke während der Rekonstruktion im April 2008, die Bronzefelder fehlen noch. Unter der Brücke sind einige Stahlbögen zu sehen.

Nach Beendigung der Trümmertransporte erfolgte im Jahr 1954 eine Grundinstandsetzung, bei der vor allem die Stahltragkonstruktion und die Fahr- und Gehbahnen repariert wurden. Die Straßenbahnen erhielten eine geänderte Linienführung, die nicht mehr über die Eiserne Brücke führte. 1966 und 1998 gab es weitere Sanierungsarbeiten an der Brücke.
Im Zusammenhang mit der schrittweisen Wiederherstellung aller Bauten auf der Museumsinsel erfolgte zwischen Dezember 2006 und Mai 2008 eine weitere originalgetreue Rekonstruktion der Eisernen Brücke einschließlich des kunstvollen Brückengeländers.
Die Eiserne Brücke steht seit Mitte der 1970er Jahre unter Denkmalschutz.

## Brückendetails

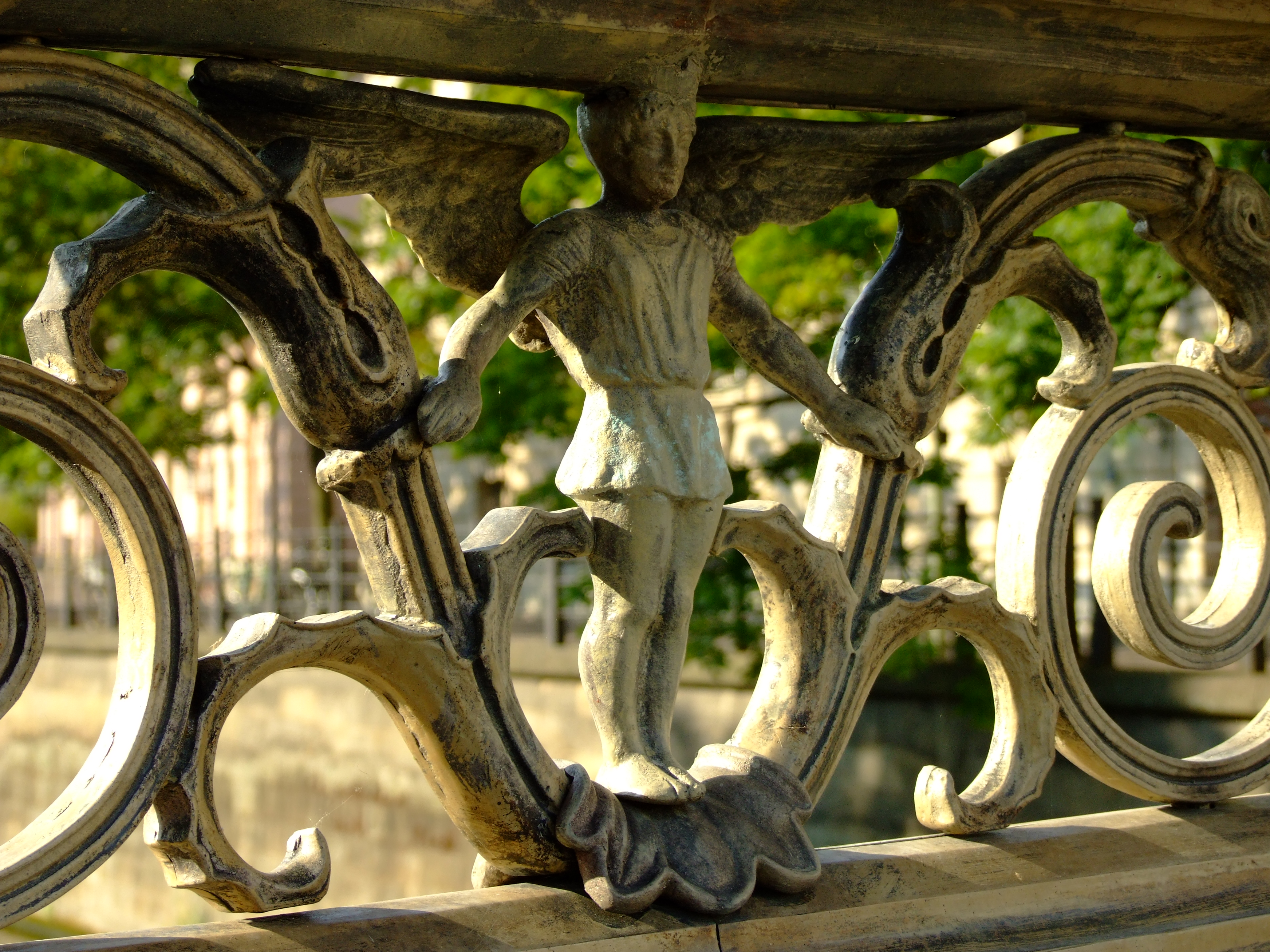
Ansicht einer Bronzeschmucktafel am Brückengeländer

Eine niedrige Steinbrüstung, die mit je acht Bronzefeldern geschmückt ist, endet auf der Inselseite an kurzen zweiläufigen Treppenabgängen zum Lustgarten. An dieser Stelle informieren Inschriften über die Historie dieser Brücke. Die rechteckigen Bronzefelder sind mit Ornamenten und Figuren gestaltet und wurden 2007/2008 ebenfalls renoviert. Die vier Viertelrund-Brüstungsenden tragen schlanke eiserne viergliedrige Schmucksäulen. Die Tragkonstruktion besteht aus sechs nebeneinander angeordneten stählernen Fachwerk-Zweigelenkbögen mit Spannweiten von 20 m. Die selbsttragenden Stirnwände der Stahlkonstruktion sind mit fränkischem Muschelkalkstein verkleidet. Sie bestehen aus nur einem Quaderstein tiefen Gewölbestreifen mit aufgehenden Stirnflächen. Als Schmuckelement der Brücke dient auch die Treppe zum Lustgarten mit einem Wandbrunnen im Mittelstück. Auf der Seite zum Neuen Museum führt eine steinerne Wendeltreppe zur Uferpromenade hinunter.